# 兩國一制
兩國一制，是針對海峽兩岸關係的政治性論述，可以指：
- 政治學者阮銘，於2002年7月提出的兩國一制。
- 日本經濟學家大前研一，於2002年9月提出的兩國一制。
- 臺北市市長柯文哲，於2015年1月20日提出的兩國一制，後來暫時不提兩國，但說明重點在一制。

## 阮銘的兩國一制
2002年7月，阮銘提出論述：
|                                 | 我曾勸統派的朋友，如果真的想統一，最好放棄一國兩制，接受兩國一制，去促進中國（中華人民共和國）民主化。只會急著跳過中國民主化，去實現自由國家和共產黨四項原則，專政國家的統一，萬萬辦不到。 |
| ——阮銘 ，《兩岸人民的共同目標》 | |

|                                                                            | 台、中關係的未來，只能是兩國一制，即在中國人民終結共產黨奴役制度之後，台、中兩個自由國家的和平發展，把反分裂國家法、一國兩制、九二共識、不統不獨不武之類，通通送進墳墓。 |
| ——阮銘 ，《台灣從自由國家向依附中國的演變—反分裂國家法，五年來的台中關係》 | |

|                               | 未來的台灣與中國，不是一國兩制，而是兩國一制；要改變的不是自由民主獨立的台灣，而是不自由不民主專制獨裁的中國。已經獲得自由的台灣人，應該幫助中國人也獲得自由，而不是去爭當專制中國的殉葬者。 |
| ——阮銘 ，《流失中的台灣主權》 | |

## 大前研一的兩國一制
2002年9月，大前研一在自己主編的錄影帶《迷失的孤島·台灣：用兩國一制擺脫第二次亞洲危機》，提到「兩國一制」。2003年，大前研一接受專訪提到，一國兩制會失敗，兩岸應兩國一制，這「一制」就是資本主義和中華聯邦的觀念。

## 柯文哲的兩國一制

### 論述
2015年1月20日，柯文哲在臺北市市政大樓，接受美國雙月刊雜誌《外交政策》的專訪，提出兩國一制（英語：Two countries, one system）的論述：
|                                                                     | 如果你問我，一個中國是只有一個公認的中國，雙方同時允許，大陸和台灣都主張他們是公認的中國；那我想問，什麼是一個中國？你要跟我說一個中國長什麼樣子；假設一個女生要嫁到別人家庭，你要跟她說那個家庭長什麼樣子。合作比統一更重要，若在沒有合作下達成統一，將會毫無意義；我們必須互相認識、互相了解、互相尊重、互相合作，我們必須說服中國大陸，一個自由民主的台灣比統一更符合中國的利益。 |
| ——柯文哲 ，《Taipei's Fiery New Mayor Knows Whose Culture Is Best》 | |

|                                                                     | 我無法想像這張照片會引起關注，事實上我並不在意，因為我只是做我自己，這就是文化差異。我曾說過，當99%的中國人上廁所都學會關門的時候，我們才可以開始討論統一；這句話傷到許多中國人，但是，中國大陸和台灣之間的文化差異就在這裡，官員搭地鐵並沒有錯，為何是不尋常的事？我覺得大家討論一國兩制時，或許應該改成討論兩國一制，嘗試縮短彼此的差異。 |
| ——柯文哲 ，《Taipei's Fiery New Mayor Knows Whose Culture Is Best》 | |

|                                                                     | 因為我喜歡閱讀，比大多數黨員更了解共產黨，看過許多關於共產黨歷史的書，共產黨不是一位對手，而是一位客戶。中國是我們必須面對的問題，不論是否我們喜不喜歡中國。綜觀中國歷史，僅有少數朝代可以填飽人民肚子，難以置信的是，中國政府卻能夠做到，我們必須尊敬這點。然而，他們還是有自己要克服的困難。 |
| ——柯文哲 ，《Taipei's Fiery New Mayor Knows Whose Culture Is Best》 | |

2015年2月1日，因為專訪的論述引起爭議，柯表示：
|             | 兩岸應深化交流，使文化差異減少，所以一制才是最重要的，兩制硬湊在一起是貌合神離；我認為民主、自由、法治、人權、關懷弱勢與永續經營是普世價值，兩岸的普世價值愈接近，合作就會愈順利。 |
| ——柯文哲 ， | |

2015年2月3日，針對環球時報的評論，柯表示：
|             | 中國作為世界大國，應該要有更大自信，來處理台灣問題，聽聽看不同的聲音。大陸媒體的偏激言論，並不代表中國政府的態度。 |
| ——柯文哲 ， | |

2015年2月8日，因為面對新華社的忠告，柯表示：
|             | 同意兩岸關係不宜太過草率，但雙方也要盡量避免貼標籤作用。 |
| ——柯文哲 ， |                                                          |

台北市長柯文哲拋出「兩國一制」理念，對此，大陸媒體環球時報卻評論雙城論壇可以停辦了，對此，柯文哲表示，他認為兩岸不需要拘泥於某些標籤，同時必須縮短雙方在軟體上的差距，包括文化及生活態度上，否則再繼續交流會造成更大的困擾，柯文哲強調，現階段對兩岸而言，「比統一更重要的是合作」。
柯文哲表示，正在構思「一五共識」的講法，因為九二共識已經是23年前的想法，應該再現有的基礎上往前進，不應當回到23年前的討論，他也說可以了解大陸的想法，「但這就是典型的各自表述」，他一再強調，兩岸必須在互相認識、了解、尊重及合作的原則下繼續往前進，不需要拘泥於過去的標籤。
此外，柯文哲還說，兩國一制的重點在「一制」，如果雙方在認知上、生活態度或是文化的差異太大，「勉強湊在一起也是很麻煩」，他認為，兩岸必須縮短軟體上的差距，而民主、自由、法治、人權等觀念則屬於普適價值，也應該是兩岸人民所共同追求的最重要目標。
「比統一更重要的是合作，至少在現階段我認為是這樣」 ，柯文哲也表示，他還是堅持兩岸必須合作往前進，在互信的基礎上繼續往前進，增加兩岸的互信、互愛、互量，也期盼在過程中能減少雙方在文化上的差異，對日後的交流也比較正面。
台北市長柯文哲拋出「兩國一制」的看法，牽動兩岸敏感神經，事後他說只要提到「兩國」大陸就跳腳，以後不提「兩國」提「一制」，但此話一出也影響到和上海的雙城論壇，柯文哲坦承會有影響，但他還是堅持沒有「92共識」，只有「15共識」。

### 反應
- 2015年2月3日，中國大陸媒體廈門日報報導《柯文哲台獨言論遭撻伐》[23]。
- 2015年2月1日，民主進步黨主席蔡英文表示，兩國一制指的是堅持台灣的主權跟民主。
- 2015年2月2日，中華民國前總統李登輝表示，柯文哲應該說清楚「一制」是民主制度還是共產制度，建議說：「台灣維持自由民主當我們的制度」[24][25]。2015年2月3日，李登輝接受寶島新聲廣播電台的專訪[26]，表示同意兩國一制，促中國大陸能夠民主自由[27]。
- 2015年2月3日，台灣公共行政學者李允傑，建議改稱「兩岸一制」[28]。
- 2015年1月31日，中國國民黨立委吳育昇表示，兩國一制代表前者要中國大陸承認台灣獨立，後者則要中國大陸放棄共產制度，接受民主體制，這樣的主張毫無可行性[29]。
- 2015年2月2日，國務院臺灣事務辦公室正式發佈新聞稿回應[30]；同日，中國大陸媒體環球時報，報導《社評：為被殖民唱讚歌，柯文哲有些狂了》[17]。2015年2月7日，中國大陸國營事業媒體新華社，報導《有人氣，別任性－－對柯文哲的忠告》[19]。上海台灣研究所常務副所長倪永杰表示，兩國一制等同於「兩國論」[31]。